# Clypeaster rosaceus
Clypeaster rosaceus är en sjöborreart som först beskrevs av Carl von Linné 1758.  Clypeaster rosaceus ingår i släktet Clypeaster och familjen Clypeasteridae. Inga underarter finns listade i Catalogue of Life.